# Сухоруков, Алексей Яковлевич
Алексе́й Я́ковлевич Сухору́ков (20 июля 1916, Преображеновка, Стерлитамакский уезд, Уфимская губерния, Российская империя — 20 февраля 1973, Салават, Башкирская АССР, СССР) — майор, Герой Советского Союза.

## Биография
Алексей Яковлевич Сухоруков родился 20 июля 1916 года в селе Преображеновка Стерлитамакского уезда Уфимской губернии (ныне в Стерлитамакском районе Республики Башкортостан). Русский.
Работал в колхозе «Сталь» Стерлитамакского района. В октябре 1937 года Стерлитамакским райвоенкоматом призван в Красную Армию. Участник советско-финской войны 1939—1940 годов, освободительного похода в Бессарабию и Северную Буковину в 1940 году.
На фронте Великой Отечественной войны с июня 1941 года. Воевал в должности командира взвода связи, затем — командира артиллерийской батареи. Героический поступок совершил в ходе в Гомельско-Речицкой наступательной операции во время тяжёлых боёв по отражению танкового контрудара немецких войск 18—19 ноября 1943 года.
После войны А. Я. Сухоруков работал инструктором Стерлитамакского райкома КПСС, в органах МВД, начальником конторы благоустройства, инженером, начальником хозяйственного цеха в ПО «Салаватстекло».
В 1945 году окончил Высшую офицерскую школу артиллерии (город Ленинград). В 1955 году — Политическое училище МВД (город Ленинград).
Награждён орденом Ленина (1943), орденом Красного Знамени (19.09.1944), двумя орденами Красной Звезды (28.10.1943, 09.08.1944), медалями СССР.
Умер 20 февраля 1973 года в городе Салавате, похоронен на старом кладбище. по улице Чапаева.

## Подвиг
Из наградного листа на А. Я. Сухорукова: 
Батарея старшего лейтенанта Сухорукова 18.11.43 г. в 7.00 заняла ПТОП на южной окраине дер. Короватичи. В 16.00 противник при поддержке танков Т-4 и «тигр» силою до двух полков пехоты предпринял контрнаступление в этом районе. Батарея начала геройски отражать натиск врага… Сухоруков, работая за наводчика, расстреливал атакующую пехоту и танки противника. Им было сожжено три танка типа Т-4, уничтожено пять станковых пулемётов, расстреляно до трёх взводов пехоты противника. В течение двух часов Сухоруков силами своей батареи отразил три атаки противника…
За этот подвиг ему 24 декабря 1943 года присвоено звание Героя Советского Союза.

## Память

Бюст Сухорукова А. Я. в парке им. Жукова (Стерлитамак)

- В городском краеведческом музее города Салавата открыт раздел, посвящённый подвигу Сухорукова А. Я.
- Мемориальная доска в честь Сухорукова А. Я. открыта на доме, в котором он жил.
- Улица Сухорукова в Салавате названа в честь Сухорукова А. Я.
- В городе Стерлитамак, в сквере имени Маршала Г. К. Жукова, установлен бюст героя.
- В деревне Преображеновка Башкирии установлен бюст героя.
- Улица Сухорукова в деревне Короватичи, за освобождение которой Сухоруков А.Я получил звание Герой Советского Союза, названа в его честь.